# ديفيد رايت أوبراين
ديفيد رايت أوبراين (بالإنجليزية: David Wright O'Brien)‏ (1918 - 1944)؛ شاعر وروائي أمريكي.